# توتاپ
«افغانستان: برنامه سرمایه‌گذاری برای ارتقای عرضه انرژی» یا «توتاپ» یک طرح پیشنهادی برای انتقال برق است که برای افغانستان از کشورهای آسیای میانه برق تهیه می‌کند، و همچنین افغانستان را با ده شبکه توزیع انرژی جداگانه مرتبط می‌کند. این طرح به صورت غیررسمی توتاپ نیز خوانده می‌شود که مخفف اول اسامی کشورهای: ترکمنستان، ازبکستان، تاجیکستان، افغانستان و پاکستان است. این پروژه در ۱۵ دسامبر ۲۰۱۵ توسط بانک توسعه آسیایی تصویب شد.
تصمیم حکومت افغانستان در ۱ مه ۲۰۱۶ برای جایگزینی گذرگاه سالنگ به‌جای ولایت بامیان، به اعتراض مردم هزاره انجامید که احساس می‌کردند این تصمیم به منافع آنها لطمه زده‌است. در ۲ مرداد/اسد ۱۳۹۵ در جریان تظاهرات مردم هزاره در کابل و منفجر شدن بمبی که قبلاً در آن محل جاه‌سازی شده‌بود منجر به کشته شدن ۸۰ تن و مجروح شدن ۲۶۰ نفر شد.